# Геролдсгрин
Геролдсгрин (њем. Geroldsgrün) општина је у њемачкој савезној држави Баварска. Једно је од 27 општинских средишта округа Хоф. Према процјени из 2010. у општини је живјело 3.016 становника. Посједује регионалну шифру (AGS) 9475128.

## Географски и демографски подаци
Геролдсгрин се налази у савезној држави Баварска у округу Хоф. Општина се налази на надморској висини од 606 метара. Површина општине износи 15,6 km². У самом мјесту је, према процјени из 2010. године, живјело 3.016 становника. Просјечна густина становништва износи 194 становника/km².